# Carlos Werner
Carlos Alfredo Werner (* 13. Mai 1921 in Escuintla, Chiapas, Mexiko; † 11. August 2016 in Affoltern am Albis, Schweiz) war ein deutscher Schauspieler.

## Leben
Werner wuchs ab dem siebenten Lebensjahr in Hamburg und Berlin auf. Er absolvierte nach dem Abitur die Schauspielschule des Preußischen Staatstheaters, wo er nach zwei Jahren seine ersten kleinen Rollen erhielt. Nach Kriegsende debütierte er 1947 am Staatstheater Braunschweig in Wir sind noch einmal davongekommen. 1950 wechselte er an die Städtischen Bühnen Köln, wo er auch Regie führte. Ab 1955 wirkte er vier Jahre am Thalia Theater Hamburg, dann eine Spielzeit am Schillertheater Berlin. Danach gastierte er als freischaffender Schauspieler an zahlreichen Bühnen und ging auf Tourneen.
Er wirkte in zahlreichen Filmen mit. Zudem wurde er durch seine Rolle des Ernst-Hugo von Salen-Priesnitz bis 1997 in der Serie Lindenstraße bekannt.
Werner war in erster Ehe mit der Schauspielerin Elfriede Rückert verheiratet, das Paar hatte zwei gemeinsame Kinder, darunter Manuel Werner. 1996 heiratete er die Schauspielerin Mirjam Dreifuss.

## Filmografie
- 1956: Die Ehe des Dr. med. Danwitz
- 1959: Johanna aus Lothringen
- 1959: Land, das meine Sprache spricht
- 1961: Ein Mond für die Beladenen
- 1963: Der grüne Kakadu
- 1964: Das Blaue vom Himmel
- 1965: Der Nebbich
- 1966: Rosemarie
- 1966: Das Rätsel von Foresthouse
- 1966: Flieger Ross
- 1967: Kennwort Kettenhund
- 1972: Die Pulvermänner (TV-Serie in 13 Teilen ZDF 1971–72)
- 1972: Eine Handvoll Brennesseln
- 1972: Immer Ärger mit Hochwürden
- 1973: Tod auf der Themse
- 1974: Sie sind frei, Dr. Korczak
- 1975: Kommissariat 9 – Folge: Ich bin ein Europäer
- 1976: Festival für einen Gauner
- 1977: Peter Voss, der Millionendieb (TV-Serie in 13 Teilen)
- 1994–1997: Lindenstraße
- 1995: Entführung aus der Lindenstraße